# Fondation internationale d'études socio-économiques et politiques
La Fondation Gorbatchev (en russe Горбачёв-Фонд, Gorbatchov-Fond) est une organisation à but non lucratif dont le siège est à Moscou, fondée par l'ancien dirigeant soviétique Mikhaïl Gorbatchev en décembre 1991 et qui a commencé ses activités en janvier 1992.
La Fondation Gorbatchev est l'un des premiers think tank indépendant en Russie, se consacrant à la recherche sur les problèmes sociaux, économiques et politiques contemporains. Son objectif est de promouvoir les valeurs démocratiques et les principes moraux et humanistes dans le développement de la société russe et dans le reste du monde.
Elle a été financée par Mikhaïl Gorbatchev et par des dons de particuliers et d'entreprises. Elle est renommée après le décès de Gorbatchev et s'appelle depuis décembre 2022 la Fondation internationale pour les études socio-économiques et politiques.

## Présentation
Les recherches menées par la Fondation depuis sa création ont porté sur des domaines tels que les problèmes mondiaux, les problèmes socio-économiques et socio-politiques en Russie et dans le monde, l'histoire de la perestroïka et l'histoire récente de la Russie.
La Fondation a organisé des conférences internationales et nationales, des séminaires et des ateliers d'experts, suivis de la publication de monographies et de comptes-rendus.
Au fil des ans, Mikhaïl Gorbatchev et les membres du personnel de la Fondation ont publié des dizaines de livres, brochures et articles dans des périodiques en Russie et à l'étranger. Les principales publications furent les suivantes : 
- Les intérêts nationaux de la Russie et les problèmes de sécurité (1997)[2];
- L'autodétermination de la Russie : Rapport sur les résultats du projet de recherche ;
- La Russie dans le système mondial émergent (2000) ;
- Perestroïka : Vingt ans après (2006) ;
- 1989 dans l'histoire russe et mondiale (2009) ;
- Le défi de la pandémie et la nouvelle pensée au XXIe siècle.

La participation de Gorbatchev en Russie et dans d'autres pays à des conférences internationales, des présentations, des entretiens avec le public, la jeunesse, les étudiants et diverses personnalités politiques et publiques ont été une partie importante des activités de la Fondation.
Actuellement, les activités de la Fondation sont axées sur l'étude et la promotion de l'héritage politique de Mikhail Gorbatchev et des idées de la Nouvelle Pensée, en défendant leur pertinence pour le présent.

## Histoire
Pendant les années 1990 et jusqu'au début des années 2000, Anatoli Tcherniaev a joué un rôle important dans la gestion du programme historique de publications et de conférences de la Fondation Gorbatchev. Ce programme a facilité l'accès à de nombreuses sources primaires importantes sur l'Union soviétique et l'ère Gorbatchev. Il y publiera également des livres,.
En mai 1992, Gorbatchev a effectué une tournée de deux semaines aux États-Unis dans le cadre de la fondation.
De juin à octobre 1992, Boris Eltsine a transféré par décret le siège et les bâtiments de la Fondation Gorbatchev au gouvernement russe et les a attribués à l'Académie des Finances, tout en ordonnant à l'académie de laisser certaines chambres à Gorbatchev pour qu'elles les louent,. Cela s'est produit sans préavis alors que la Fondation Gorbatchev construisait une bibliothèque. Le différend avec Gorbatchev faisait suite à l'interdiction du Parti communiste par Eltsine. Après que la Cour constitutionnelle russe a demandé en 1992 qu'il soit interdit à Gorbatchev de quitter le pays parce qu'il avait refusé de témoigner lors du procès de cette cour concernant l'interdiction, Gorbatchev s'est décrit comme le premier « refusenik de Russie ».
En 1993, Gorbatchev a fondé la Green Cross International, une organisation distincte qui partage néanmoins son siège avec celui de la Fondation Gorbatchev.
En 1995, la fondation a organisé son premier événement, le Forum sur l'état du monde, à l'hôtel Fairmont de San Francisco, qui discutait des objectifs politiques internationaux du 21e siècle, tels que la résolution des différends après la guerre froide. Le forum comprenait des invités tels que Mikhaïl Gorbatchev, l'économiste Milton Friedman, l'ancien conseiller américain à la sécurité nationale Zbigniew Brzeziński, l'ancien secrétaire d'État américain George P. Shultz, ainsi que l'ancien président américain George H. W. Bush, l'ancien Premier ministre britannique Margaret Thatcher, les scientifiques Carl Sagan. et Jane Goodall, le diffuseur Ted Turner, le milliardaire David Packard, l'ancien sénateur Alan Cranston, le chanteur John Denver et le chef Wolfgang Puck, l'homme politique sud-coréen Kim Dae-jung, la lauréate du prix Nobel de la paix 1992 Rigoberta Menchu, le journaliste Bernard Shaw, et Stephen Rhinesmith, responsable de l'échange américano-soviétique de l'administration Reagan. La conférence a été décrite et partiellement critiquée dans le livre The Global Trap en 1996, écrit par Hans-Peter Martin, plus tard député populiste au Parlement européen. Le livre notait que l'idée d'une « société à un cinquième » était discutée et que le livre, comme certains intervenants, affirmait que 20 % de la population soutiendrait l'économie mondiale, tandis que 80 % seraient distraits par les critiques de Zbigniew Brzezinski et aurait appelé le « tittytainment » une forme de divertissement insensée.
Le premier Sommet mondial des lauréats du prix Nobel de la paix s'est tenu en 1999, sous l'impulsion de la Fondation Gorbatchev. Les principaux sommets mondiaux incluent le sommet de Berlin en 2009 célébrant la fin de la guerre froide et la réunification de l'Est et de l'Ouest, le sommet d'Hiroshima en 2010 sur le désarmement nucléaire mondial et le sommet de Chicago en 2012. Les sommets mondiaux ont accueilli des invités tels que le dalaï-lama, Frederik Willem de Klerk et Lech Wałęsa, ainsi que Jayantha Dhanapala.
En février 2012, des banquiers de la Banque nationale de réserve de Russie, après que 130 agents des services de sécurité russes ont perquisitionné la banque, ont demandé des informations sur le financement de la Fondation Gorbatchev, ainsi qu'à Novaïa Gazeta.
Lors d'un entretien avec la Fondation Gorbatchev avec le magazine Time en décembre 2014, à la suite de l'invasion russe de la Crimée, Gorbatchev a affirmé que les États-Unis déclenchaient une « nouvelle guerre froide », tout en déclarant également « Nous devons revenir à ce avec quoi nous avons commencé à la fin de la guerre froide ».
En 2017, la Fondation Gorbatchev a organisé une conférence intitulée « Leçons russes pour Reagan » impliquant divers diplomates de la fin de la guerre froide, un livre du même nom de Suzanne Massie, et parmi les invités figuraient l'ambassadeur américain John Huntsman et l'ancien ministre soviétique des Affaires étrangères Alexander Bessmertnykh.
En août 2021, à l'occasion du 30e anniversaire du coup d'État manqué de 1991 par les extrémistes, Gorbatchev a publié une déclaration par l'intermédiaire de la fondation : « Je crois que la voie démocratique du développement de la Russie est la seule correcte, que ce n'est que sur cette voie que notre pays pourra se développer et résoudre tous les problèmes. ».

### Les projets actuels de la fondation
La Fondation Gorbatchev se concentre actuellement sur le projet de centre d'archives et de musée, mettant l'accent sur les activités passées de Mikhaïl Gorbatchev. Le centre d'archives contient divers documents, y compris les archives personnelles de Gorbatchev et de ses collaborateurs, ainsi qu'une collection de plus de 20 000 photographies. La bibliothèque abrite plus de 20 000 titres sur la Perestroïka, la vie de Gorbatchev et les thèmes de recherche de la fondation. Dans le cadre du projet, l'objectif est de numériser et de systématiser le contenu des archives pour les chercheurs et les usages éducatifs. Une Chronique des Activités de Mikhaïl Gorbatchev (1985-2022) est en cours de compilation. La Fondation prévoit également d'ajouter des journaux intimes et des souvenirs au projet. Des coopérations avec universités, musées et bibliothèques sont maintenues, avec un accent sur la publication de livres et la traduction d'articles internationaux. La fondation continuera à organiser des présentations publiques sur la vie et les activités de Gorbatchev et sur l'histoire de la Perestroïka.

## Historique des projets de fondation
- Le Club Raisa Maximovna (lancé en 1997)
- Sommet mondial des lauréats du prix Nobel de la paix
- Green Cross International (bureau national russe)
- Le monde global du XXIe siècle : défis et réponses
- L'Université de Calgary – la Fondation Gorbatchev (1993-2003)
- Histoire documentaire de la Perestroïka
- Mikhaïl Gorbatchev après le Kremlin : un compte rendu des événements et des activités sociopolitiques
- Table ronde des expertises
- Les lectures de Gorbatchev
- Le Centre des Affaires Publiques

## Structure de la fondation
- Directeur exécutif : Andreï Riabov
- Chef du bureau de presse, expert en affaires internationales : Karen Karagezyan
- Les Archives
- La bibliothèque
- Exposition Mikhaïl Gorbatchev : vie et réformes